# Nadia Cortassa
Nadia Cortassa (Torino, 5 gennaio 1978) è una triatleta italiana.

## Biografia
Vincitrice di sette titoli nazionali consecutivi (dal 2001 al 2007) sulla distanza olimpica e di un titolo sulla distanza sprint (2003). Quinta assoluta alle Olimpiadi di Atene 2004, ad un minuto dalla vincitrice, l'austriaca Kate Allen e a 37" dal gradino più basso del podio, occupato dalla statunitense Susan Williams.
Una frattura composta del gran trocantere femore destro e della branca ileopubica destra ha impedito la sua partecipazione alle Olimpiadi di Pechino 2008.

## Titoli
- Vice Campionessa europea di triathlon (Élite) - 2003, 2008
- Vice Campionessa europea di triathlon (Under 23) - 2001
- Campionessa italiana di triathlon (Élite) - 2001, 2002, 2003, 2004, 2005, 2006, 2007
- Campionessa italiana di triathlon sprint (Élite) - 2003, 2004
- Campionessa italiana di duathlon (Élite) - 2006
- Vice Campionessa italiana di duathlon (Élite) - 2012